# I.M.A.M. Ro.1
Die I.M.A.M. Ro.1 war ein Doppeldecker des italienischen Flugzeug-Herstellers Industrie Meccaniche Aeronautiche Meridionali SpA. Es handelt sich dabei um eine Entwicklung auf Basis der niederländischen Fokker C.V E, für die eine Produktionslizenz erworben wurde. Neben kleineren Änderungen wurde das Fahrwerk modifiziert und statt des originalen Bristol-Jupiter-Motors kam ein in Lizenz gefertigter Alfa Romeo Jupiter zum Einsatz.
Die Fertigung begann 1927, etwa zur selben Zeit wie die Fiat CR.20. Von der I.M.A.M. Ro.1 wurden insgesamt 277 Maschinen gebaut, sowie 72 Exemplare von der etwas stärkeren Ro.1bis.
Etwa 30 bis 35 Maschinen nahmen 1931 an den Angriffen auf die Oase Kufra in Libyen teil. Sie bewährten sich dabei als unauffällige leichte Bomber und Aufklärungsflugzeuge. Obwohl inzwischen veraltet kamen sie auch noch im Italienisch-Äthiopischen Krieg zum Einsatz, bis sie von den weiterentwickelten IMAM Ro.30 und I.M.A.M. Ro.37 abgelöst wurden. Die I.M.A.M. Ro.1 wurden 1937 aus dem Dienst der italienischen Luftwaffe zurückgezogen.

## Technische Daten

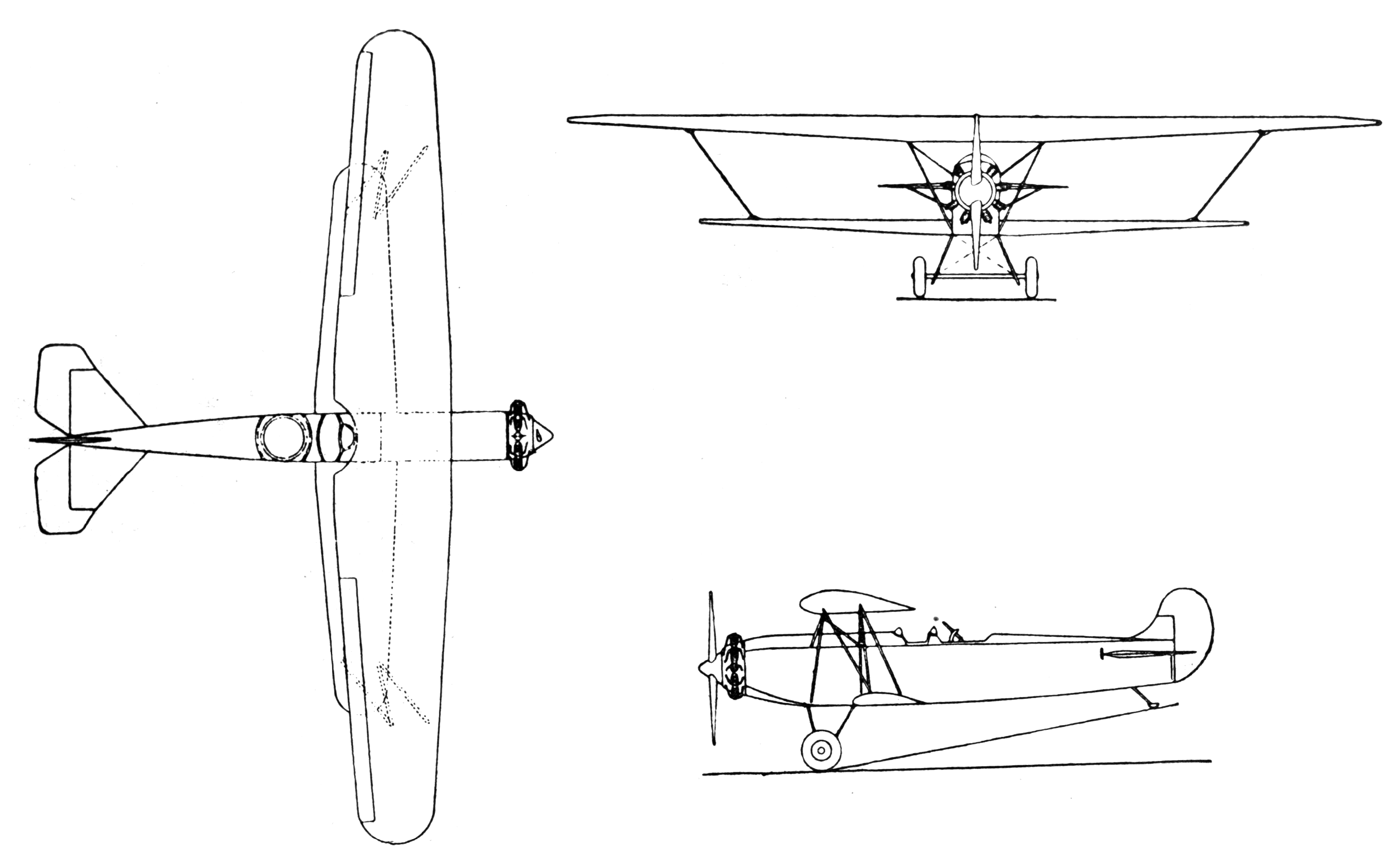
Dreiseitenansicht

| Kenngröße             | Daten                                      |
| --------------------- | ------------------------------------------ |
| Besatzung             | 2                                          |
| Länge                 | 9,36 m                                     |
| Spannweite            | 15,30 m                                    |
| Höhe                  | 3,38 m                                     |
| Flügelfläche          | 39,99 m²                                   |
| Leermasse             | 1275 kg                                    |
| Startmasse            | 2175 kg                                    |
| Höchstgeschwindigkeit | 255 km/h                                   |
| Reichweite            | 1200 km                                    |
| Dienstgipfelhöhe      | 6000 m                                     |
| Triebwerk             | 1 × Alfa Romeo Jupiter mit 440 PS (324 kW) |
| Bewaffnung            | 1 × MG 7,7 mm und 210 kg Abwurfbewaffnung  |